# Dimophora
Genre
Synonymes
- Demophorus Thomson, 1890
- Dimophorus Thomson, 1889

Dimophora est un genre d'insecte hyménoptère de la famille Ichneumonidae et de la sous-famille Ophioninae.

## Classification
Le genre Dimophora est décrit par Arnold Förster en 1869.
Le genre Dimophorus est décrit par Carl Gustaf Thomson en 1889.
Le genre Demophorus est décrit par Carl Gustaf Thomson en 1890 et classé dans la sous-famille des Ophioninae par Nicolas Théobald en 1937, et confirmé dans la famille des Ichneumonidae par Frank Morton Carpenter (d) en 1992,.

### Synonyme
Pour GBIF les genres Demophorus et Dimophorus sont des synonymes du genre Dimophora Förster, 1869.

## Liste d'espèces
En 2023 GBIF référence les vingt espèces suivantes :
- †Dimophora antiqua (Brues, 1910) avec un synonyme ; ≡Demophorus antiquus Brues, 1910
- Dimophora biquadra Klopfstein, 2015
- Dimophora capillata Dasch, 1979
- Dimophora daschi Gauld, 2000
- Dimophora diabolica Klopfstein, 2015
- Dimophora evanialis (Gravenhorst, 1829) avec cinq synonymes : =Dimophora annellata (Thomson, 1890), =Dimophora cognata Brischke, 1880, =Dimophora meridionator (Aubert, 1959), =Dimophora prima (Cushman, 1920), ≡Mesoleptus evanialis Gravenhorst, 1829
- †Dimophora fumipennis (Theobald, 1937) avec un synonyme ≡Demophorus fumipennis Theobald, 1937
- Dimophora ignota Dasch, 1979
- Dimophora kentmartini Klopfstein, 2015
- †Dimophora longicornis (Theobald, 1937) Spasojevic, Broad & Klopfstein, 2022 avec un synonyme ≡Nemeritis longicornis (Theobald, 1937)
- Dimophora lutulenta Klopfstein, 2015
- Dimophora migrosi Klopfstein, 2015
- Dimophora nitens (Gravenhorst, 1829) avec quatre synonymes : ≡Campoplex nitens Gravenhorst, 1829, =Dimophora arenicola (Thomson, 1890), =Dimophora robusta Brischke, 1880, =Dimophora similis Brischke, 1880
- Dimophora ocellata Klopfstein, 2015
- Dimophora patula Dasch, 1979
- Dimophora punctifera Dasch, 1979
- Dimophora rhysi Klopfstein, 2015
- Dimophora ruficollis Klopfstein, 2015
- Dimophora turista Klopfstein, 2015
- Dimophora vesca Dasch, 1979

## Espèces fossiles
Selon Paleobiology Database en 2023, le nombre d'espèces fossiles Demophorus référencées est de deux :
- †Demophorus antiquus Brues, 1910[6]
- †Demophorus fumipennis, Théobald 1937[7],[3]

Selon Paleobiology Database en 2023, le nombre d'espèces fossiles Dimophora référencées est de deux :
- †Dimophora longicornis Théobald, 1937 avec un synonyme Nemeritis longicornis
- †Dimophora wickhami Cockerell, 1919 avec un synonyme Theronia wickhami[8].

### Publication originale
- [1869] (de) Arnold Förster, Synopsis der Familien und Gattungen der Ichneumonen, vol. 25, coll. « Verhandlungen des Naturhistorischen Vereines der Preussischen Rheinlande und Westphalens », 1869, 135-221 p. (lire en ligne).